# Wolfram Malte Fues
Wolfram Malte Fues (* 6. April 1944 in Bremen) ist ein deutsch-schweizerischer Germanist, Hochschullehrer und Lyriker.

## Leben
Fues wuchs in Wuppertal auf. Er lebt seit 1965 in der Schweiz; 1980 wurde er eingebürgert (Gemeinde Geroldswil). Fues studierte Germanistik, Philosophie, Geschichte und Europäische Volksliteratur an der Universität Zürich und promovierte dort 1978. 1987 habilitierte er sich an der Universität Basel. Von 1995 bis 2011 war er dort außerordentlicher Professor für Neuere Deutsche Literaturwissenschaft. Fues arbeitete zum deutschen Roman von der Aufklärung bis zur Gegenwart, zum Diskurs der Geschlechterdifferenz in der deutschen Aufklärung, zur klassischen und zur modernen Ästhetik, zur Postmoderne, zu Neuen Medien und zur Wissenschaftstheorie. Seit Anfang der 1990er Jahre publiziert er außerdem eigene Gedichte; er ist in diesem Bereich auch als Juror tätig.

## Schriften
Monographien
- Mystik als Erkenntnis? Kritische Studien zur Meister-Eckhart-Forschung. Bonn: Bouvier, 1981, ISBN 3-416-01638-6 (Dissertation, Universität Zürich, 1978).
- Poesie der Prosa, Prosa als Poesie. Eine Studie zur Geschichte der Gesellschaftlichkeit bürgerlicher Literatur von der deutschen Klassik bis zum Ausgang des 19. Jahrhunderts. Heidelberg: Winter, 1990, ISBN 3-533-04192-1 (Habilitationsschrift, Universität Basel, 1987).
- Text als Intertext. Zur Moderne in der deutschen Literatur des 20. Jahrhunderts. Heidelberg: Winter, 1995, ISBN 3-8253-0229-6.
- Rationalpark. Zur Lage der Vernunft. Wien: Passagen, 2001, ISBN 3-85165-491-9.
- Die annullierte Literatur. Nachrichten aus der Romanlücke der deutschen Aufklärung. Weimar: Böhlau, 2017, ISBN 978-3-412-50738-1.
- Zweifel. Würzburg: Königshausen & Neumann, 2019, ISBN 978-3-8260-6624-5 (Essays).
- Der universelle Intellektuelle. Eine kleine Genealogie. Schwabe, Basel 2024, ISBN 978-3-7965-4914-4.

Lyrik
- Verletzte Systeme. Gedichte. Mit Grafiken von Al’Leu und einer Nacherinnerung von Peter Jost. Zürich: Edition Leu, 1994, ISBN 3-85667-040-8.
- Fremdkörpersprachen. Gedichte. Mit Abbildungen von Mireille Gros. Blieskastel: Gollenstein, 2001, ISBN 3-933389-42-9.
- Vorbehaltfläche. Gedichte. Mit Grafiken von Angela Kolter und einer Nacherinnerung von Ferdinand Schmatz. Wien: Passagen, 2007, ISBN 978-3-85165-784-5.
- dual digital. Gedichte. Mit Tuschezeichnungen von Franziska Schemel und einer Nacherinnerung von Ulrich J. Beil. Wien: Passagen, 2011, ISBN 978-3-85165-991-7.
- inZwischen. Gedichte (= Lyrikedition 2000). Mit Zeichnungen von Thitz. München: Allitera, 2014, ISBN 978-3-86906-671-4.
- SkalpeSkalpelle. Gedichte (= Lyrikedition 2000). Mit Zeichnungen von Kathrin Wächter und einem Nachwort von Alexander Honold. München: Allitera, 2016, ISBN 978-3-86906-854-1.
- Unsanfte Bilder. Gedichte (= Lyrikedition 2000). Mit Grafiken von Sam Grigorian und einem Nachwort von Mariana-Virginia Lazarescu. München: Allitera, 2019, ISBN 978-3-96233-184-9.
- buch stäblich buch stieblich. Mit Grafiken von Emanuela Assenza. Zürich: Edition Howeg, 2021, ISBN 978-3-85736-354-2.
- mit Walter Morgenthaler: Kuno Raebers Beschwörungen. Ein Gedichtzyklus im Dialog. Basel: Schwabe, 2022, ISBN 978-3-7965-4621-1.
- In alternder Luft. Gedichte. Mit Bildern von Jana Morgenstern und einem Nachwort von Axel Helbig. München: Allitera 2024, ISBN 978-3-96233-423-9.